# Hey Zeus!
Hey Zeus! – ósma płyta zespołu X wydana w 1993 przez firmę Mercury Records.

## Lista utworów
1. Someone's Watching
2. Big Blue House
3. Clean Like Tomorrow
4. New Life
5. Country at War
6. Arms for Hostages
7. Into the Light
8. Lettuce and Vodka
9. Everybody
10. Baby You Lied
11. Drawn in the Dark

## Muzycy
- Exene Cervenka – wokal
- Tony Gilkyson – gitara
- John Doe – wokal, gitara basowa
- D.J. Bonebrake – perkusja